# Saison 1 de Chicago Fire
Chronologie
Saison 2
Cet article présente les épisodes de la première saison de la série télévisée américaine Chicago Fire.

## Généralités
- Le 25 octobre 2012, NBC a commandé cinq scripts additionnels[2], et a obtenu une saison complète de 22 épisodes le 8 novembre 2012[3], un épisode additionnel le 28 janvier 2013[4], et un autre épisode le 6 février 2013[5], portant le total à 24.
- Aux États-Unis, la série a été diffusée du 10 octobre 2012 au 22 mai 2013 sur NBC.
- Au Canada, elle a été diffusée en simultané sur le réseau Global.
- En Suisse depuis le 1er septembre 2013 sur RTS Un.
- En France, depuis le 20 avril 2014 sur D17, avec trois épisodes pour le lancement, et à raison de trois épisodes par semaine.
- Au Québec, du 4 octobre 2013 au 14 mars 2014 sur AddikTV, puis rediffusée au printemps 2014 sur le réseau TVA.
- En Belgique, depuis le 22 novembre 2013 sur RTL TVI, avec deux épisodes par semaine.

## Distribution

### Acteurs principaux
- Jesse Spencer (VF : Guillaume Lebon) : Lt Matthew Casey
- Taylor Kinney (VF : Thomas Roditi) : Lt Kelly Severide
- Monica Raymund (VF : Anne Dolan) : Gabriela Dawson
- Lauren German (VF : Stéphanie Lafforgue) : Leslie Elizabeth Shay
- Charlie Barnett (VF : Franck Lorrain) : Peter Mills
- Eamonn Walker (VF : Thierry Desroses) : Chef Wallace Boden
- David Eigenberg (VF : Franck Capillery) : Christopher Herrmann
- Teri Reeves (VF : Victoria Grosbois) : Dr Hallie Thomas (10 épisodes)

### Acteurs récurrents et invités
- Yuri Sardarov (VF : Olivier Augrond) : Brian « Otis » Zvonecek
- Christian Stolte (VF : Paul Borne) : Randy « Mouch » McHolland
- Joe Minoso (VF : Loïc Houdré) : Joe Cruz
- Robyn Coffin (VF : Nathalie Gazdik): Cindy Herrmann, la femme de Christopher Herrmann.
- Randy Flagler (VF : Jean-Alain Velardo) : Capp
- William Smillie (VF : Jerome Wiggins) : Hadley
- Mo Gallini (en) (VF : Frédéric Van der Driessche) : Jose Vargas (épisodes 1 à 9)
- Jason Beghe (VF : Jean-Jacques Nervest) : Détective Hank Voight[6] (7 épisodes)
- Shiri Appleby (VF : Fily Keita) : Clarice, l'ex-petite amie de Leslie[7] (6 épisodes)
- Jon Seda (VF : David Mandineau) : détective Antonio Dawson, frère de Gabriela[8] (8 épisodes)
- Meghann Fahy : Nicki Rutkowski, assistante[9] (épisodes 2 à 4)
- Jeffrey DeMunn[10] : Peter (épisode 2)
- Kathleen Quinlan (VF : Frédérique Cantrel) : Nancy Casey, mère de Matthew[11] (épisodes 10 à 16)
- Sarah Shahi (VF : Julie Dumas) : Renee Royce[12] (6 épisodes)
- Treat Williams : Bennie Severide, père de Kelly[13] (épisodes 13, 17 et 18)
- Shane McRae (en) : Eric Whaley[14] (épisodes 14 à 16)
- Tania Raymonde : Nicole[15] (épisode 24)
- Scott Eastwood : Jim Barnes[16] (épisode 24)
- Melissa Sagemiller : Détective Willhite[17] (épisode 24)
- Kelly Blatz : Officer Elam[18] (épisode 24)

## Liste des épisodes

### Épisode 1:Les Soldats du feu
- États-Unis /  Canada : 10 octobre 2012 sur NBC[19] / Global
- Suisse : 1er septembre 2013 sur RTS Un[20]
- France : 20 avril 2014 sur D17
- Québec :
  - 4 octobre 2013 sur AddikTV[21]
  - 22 avril 2014 sur TVA[22]
- Belgique : 22 novembre 2013 sur RTL-TVI[23]

- États-Unis : 6,61 millions de téléspectateurs[24] (première diffusion)
- Canada : 1,22 million de téléspectateurs[25]
- France : 300 000 téléspectateurs (3,5 % de PDM sur les 4 ans et +)[26] (Première diffusion)

Au cours d'une intervention sur un incendie dans une maison, Matthew Casey, le lieutenant de l'échelle 81 de la caserne 51, et Kelly Severide, celui du Secours 3, perdent un collègue annihilé par le feu : Andy Darden. Un mois s'est écoulé depuis cette tragédie et les deux hommes ont une relation houleuse. La caserne reçoit ensuite une nouvelle recrue : Peter Mills, qui sera placé sous la responsabilité de Casey à l'échelle 81. Gabriela Dawson et Leslie Shay, les ambulancières, sauvent un dealer d'une blessure par balle, puis lors d'un accident de voiture, Madeline, une petite fille, fait un arrêt cardiaque. La première lui fait une piqûre au cœur pour lui prendre un peu de sang, ce qui n'est pas bien vu par sa hiérarchie, mais sauve la vie de l'enfant. La relation entre les deux lieutenants est toujours aussi houleuse depuis la mort de Darden, puis sa veuve, Heather, accompagnée de ses enfants, vient récupérer les affaires de son défunt mari. En cachette, Severide reçoit des doses d'anti-douleur de la part de Leslie Shay. De son côté, Christopher Hermann doit abandonner la maison dans laquelle vivent sa famille et lui, et emménagent chez les parents de sa femme, Cindy. Les choses empirent pour le lieutenant de l'échelle 81, car sa compagne, Hallie, décide de rompre avec lui. Au 51, les pompiers incitent la nouvelle recrue à draguer Shay, qui lui apprend qu'elle est lesbienne.

### Épisode 2:La Vie est trop courte
- États-Unis /  Canada : 17 octobre 2012 sur NBC / Global
- Suisse : 1er septembre 2013 sur RTS Un[20]
- France : 21 septembre 2013 sur D8
- Québec :
  - 11 octobre 2013 sur AddikTV
  - 29 avril 2014 sur TVA
- Belgique : 22 novembre 2013 sur RTL-TVI

- États-Unis : 5,85 millions de téléspectateurs[27] (première diffusion)
- Canada : 1,19 million de téléspectateurs[28]
- France : 290 000 téléspectateurs (2,9 % de PDM sur les 4 ans et +)[26] (Première diffusion)
- Québec : 638 000 téléspectateurs[29] (diffusion sur TVA + différé 7 jours)

- Chaon Cross (Heather Darden)

Heather Darden croise Kelly Severide, mais elle refuse de lui parler et reproche à ce dernier d'avoir fait de son mari un pompier. L'échelle 81 aide un locataire à éteindre un feu de friture. Hermann fait son retour à la caserne 51, guéri de ses blessures. Nikki Rudkowski, fille du lieutenant Rudkowski, ami du capitaine Wallace Boden, est recrutée en tant qu'assistante, et cette dernière s'intéresse à Kelly. En intervenant sur un chantier où une dalle s'est effondrée, le lieutenant du Secours 3 tente de sauver un des trois hommes du chantier, Peter, qui a une hémorragie interne, la jambe coincée à cause de l'éboulement, mais ne peut être dégagé. Severide demande à Dawson de faire appel à un chirurgien pour amputer la jambe coincée de Peter, mais la structure est instable et peut s'effondrer à tout moment. Comprenant qu'il ne peut pas le sauver, Severide filme Peter adressant un message d'adieu à sa femme, Georgy. Le chirurgien arrive sur place, mais il est malheureusement trop tard. En rentrant à la caserne, les ambulancières reçoivent en cadeau de remerciement un dessin de la part des enfants d'Hermann. Un briefing est ensuite organisé sur les circonstances de la mort de Darden.

### Épisode 3:Un honneur sans faille
- États-Unis /  Canada : 24 octobre 2012 sur NBC / Global
- Suisse : 8 septembre 2013 sur RTS Un
- France : 21 septembre 2013 sur D8
- Québec :
  - 18 octobre 2013 sur AddikTV
  - 6 mai 2014 sur TVA
- Belgique : 29 novembre 2013 sur RTL-TVI

- États-Unis : 6,42 millions de téléspectateurs[30] (première diffusion)
- Canada : 1,086 million de téléspectateurs[31]
- France : 300 000 téléspectateurs (3,3 % de PDM sur les 4 ans et +)[26] (Première diffusion)

- Jason Beghe (Détective Hank Voight)
- Meghann Fahy (Nikki Rutkowski, assistante du chef)

Tous les fourgons sont appelés sur les lieux d'un accident mettant en cause deux véhicules. Dans l'un, un père et son fils du nom de Mick que l'équipe doit évacuer du véhicule. Dans l'autre, un conducteur, qui sort titubant de sa voiture et dont l'état d'ébriété n'échappe pas à Casey. Contre toute attente, ce conducteur disparaît rapidement, et un officier de police fait comprendre à Casey qu'il s'agit de Justin, le fils de l'inspecteur Hank Voight, un flic dont la réputation n'est plus à faire. Leslie Shay, qui approvisionne régulièrement Kelly Severide en antidouleurs, exige de son meilleur ami qu'il aille consulter un médecin. Peter Mills arrive en retard à la caserne, étant donné qu'il travaille également comme restaurateur avec ses mère et sœur. José Vargas apprend à Severide qu'il a obtenu son diplôme de secours à victimes, et compte être transféré au Secours 3 pour travailler sous ses ordres. Nikki recommence à draguer le lieutenant du Secours 3, mais ce dernier lui demande de calmer le jeu. Matt Casey fait appel à Antonio Dawson, le frère de Gabriela, afin d'avoir des renseignements sur le flic ripoux. Alors que le lieutenant de l'échelle 81 et son équipe mettent Peter Mills à l'épreuve lors d'un exercice, Hallie passe à la caserne pour déjeuner avec son compagnon. Cette dernière l'informe que Mick est paraplégique et ne pourra plus marcher. Mouch le prévient ensuite que Voight a offert une nouvelle télé écran-plat à la caserne, mais le lieutenant de l'échelle 81 la refuse catégoriquement. L'équipe du 51 est appelée pour aider un homme empalé sur une grille, en voulant se jeter du 3e étage. Après avoir conduit la victime à l'hôpital avec Dawson, Shay demande à sa meilleure amie, Kendra, de contacter Severide pour qu'il la consulte sur sa blessure à l'épaule.

### Épisode 4:Une seule petite minute
- États-Unis /  Canada : 31 octobre 2012 sur NBC / Global
- Suisse : 8 septembre 2013 sur RTS Un
- France : 21 septembre 2013 sur D8
- Québec :
  - 25 octobre 2013 sur AddikTV
  - 13 mai 2014 sur TVA
- Belgique : 29 novembre 2013 sur RTL-TVI

- États-Unis : 5,62 millions de téléspectateurs[32] (première diffusion)
- France : 350 000 téléspectateurs (3,6 % de PDM sur les 4 ans et +)[26] (Première diffusion)
- Québec : 585 000 téléspectateurs[33] (diffusion sur TVA + différé 7 jours)

- Jason Beghe (Détective Hank Voight)
- Shiri Appleby (Clarice)

Alors qu'ils préparent Halloween, les pompiers de la caserne 51 sont envoyés en urgence vers un feu dans un entrepôt désaffecté, où quatre individus y squattent. Trois des victimes sont évacuées, mais la dernière est toujours à l'intérieur. Alors que l'incendie gagne du terrain, Wallace Boden ordonne à ses hommes d'évacuer la structure qui peut exploser à tout moment. Peter Mills demande à son supérieur un délai supplémentaire d'une minute pour sortir la dernière victime, mais le chef de bataillon 25 le lui refuse. De retour à la caserne, Boden annonce à ses paires la nouvelle promotion de José Vargas, qui rejoint le Secours 3. Matt Casey s'aperçoit que sa voiture a été cambriolée, un pneu a été crevé et son sac de sport a été volé. L'échelle 81 et le Secours 3 sont envoyées pour un feu d'habitation chez une dame âgée, mais l'incendie est déjà éteint. Ce n'est pas la première fois que cette pauvre femme subit ce genre de frayeurs, car quinze jours auparavant, sa voiture a été brûlée. Mark Thorne, le frère de Jonathan, la victime de l'incendie de l'entrepôt, est interviewé par la télévision sur ce qui s'est passé et une enquête est ouverte sur les circonstances de l'incendie. Hallie passe voir son compagnon à la caserne et couche avec lui dans son bureau. Pendant ce temps, Sandra Scherman, une avocate rattachée au service juridique de la ville de Chicago, informe le capitaine Boden que l'autopsie du corps de Jonathan Thorne est en cours, et que s'il était vivant au moment de l'explosion, son frère se retournera contre lui, la caserne et la ville. Accompagné de son équipe, Kelly Severide interroge avec Bobby, un ami policier, Mme Grady, la femme âgée harcelée par les voyous de son quartier. Nikki demande à Leslie les clés de chez elle pour faire une surprise au lieutenant du Secours 3, mais après avoir appris que la jeune femme est fiancée, l'ambulancière refuse catégoriquement. Alors que l'ambulance 61 soigne un homme blessé à la main, Shay retrouve par hasard une vieille connaissance : Clarice, son ex-petite amie, dont elle était amoureuse à l'époque et qui l'a faite souffrir par le passé.

### Épisode 5:Harcèlement
- États-Unis /  Canada : 7 novembre 2012 sur NBC / Global
- Suisse : 15 septembre 2013 sur RTS Un
- France : 28 septembre 2013 sur D8
- Québec :
  - 1er novembre 2013 sur AddikTV
  - 20 mai 2014 sur TVA
- Belgique : 6 décembre 2013 sur RTL-TVI

- États-Unis : 7,03 millions de téléspectateurs[34] (première diffusion)
- Canada : 1,273 million de téléspectateurs[35]
- France : 300 000 téléspectateurs (3,6 % de PDM sur les 4 ans et +)[36] (Première diffusion)
- Québec : 540 000 téléspectateurs[37] (diffusion sur TVA + différé 7 jours)

- Jason Beghe (Détective Hank Voight)
- Mouzam Makkar (Anna)

Matt Casey se rend au commissariat de Chicago pour régler ses comptes avec Hank Voight, lui demande d'arrêter son harcèlement psychologique pour qu'il modifie son rapport concernant l'accident de voiture provoqué par le fils de ce dernier. L'échelle 81 vient ensuite prêter main-forte au Secours 3 pour secourir un employé qui a le bras coincé dans un broyeur. Les pompiers parviennent à le dégager, et conduit à l'hôpital, la partie de l'appareil coincée sur son bras est démontée. Kelly Severide, quant à lui, sollicite l'aide d'une vieille amie, Anna, pour sa blessure à l'épaule. De son côté, Christopher Hermann s'est commandé des boissons énergétiques qu'il met dans le garage de ses beaux-parents. Pendant ce temps, Gabriela Dawson est convoquée par le conseil de réglementation des ambulanciers pour avoir accidentellement effectué une injection dans le cœur de la petite Madeline. En apprenant ce que Casey a fait et subi ces derniers jours, Wallace Boden demande aux policiers de mener l'enquête sur Voight, dont Antonio a l'intention de se charger. Le Secours 3 intervient ensuite sur un accident de chantier, où deux ouvriers sont coincés sur un toit. Plus tard, le lieutenant de l'échelle 81 se fait agresser physiquement par deux individus non identifiés. Antonio l'interroge sur son agression à l'hôpital, mais le pompier ne sait pas grand-chose, à part qu'un de ses agresseurs avait un tatouage.

### Épisode 6:Une page se tourne
- États-Unis /  Canada : 14 novembre 2012 sur NBC / Global
- Suisse : 15 septembre 2013 sur RTS Un
- France : 28 septembre 2013 sur D8
- Québec :
  - 8 novembre 2013 sur AddikTV
  - 27 mai 2014 sur TVA
- Belgique : 6 décembre 2013 sur RTL-TVI

- États-Unis : 5,77 millions de téléspectateurs[38] (première diffusion)
- Canada : 1,033 million de téléspectateurs[39]
- France : 350 000 téléspectateurs (3,1 % de PDM sur les 4 ans et +)[36] (Première diffusion)
- Québec : 434 000 téléspectateurs[40] (diffusion sur TVA + différé 7 jours)

- Jason Beghe (Détective Hank Voight)

Depuis que Matt Casey refuse de modifier son rapport concernant l'accident de voiture qui implique Justin, le fils d'Hank Voight, contre lequel il doit témoigner, le policier ripoux lui en fait voir de toutes les couleurs en l'intimidant et en l'harcelant psychologiquement, afin que le pompier revienne sur sa décision. Un jour, des policiers débarquent chez lui avec un mandat de perquisition, soupçonné d'avoir caché de la cocaïne. C'en est trop pour le lieutenant de l'échelle 81 qui, à bout de nerfs, débarque chez ce dernier et lui file un coup de poing au visage, jusqu'à ce que le policier lui donne son pistolet et deux choix : soit modifier le rapport, soit le tuer. Mais le pompier ne choisit aucun des deux et préfère partir.

### Épisode 7:Deux familles
- États-Unis /  Canada : 21 novembre 2012 sur NBC / Global
- Suisse : 22 septembre 2013 sur RTS Un
- France : 5 octobre 2013 sur D8
- Québec :
  - 15 novembre 2013 sur AddikTV
  - 3 juin 2014 sur TVA
- Belgique : 13 décembre 2013 sur RTL-TVI

- États-Unis : 5,55 millions de téléspectateurs[41]
- Canada : 1,065 million de téléspectateurs[42]
- Québec : 704 000 téléspectateurs[43] (diffusion sur TVA + différé 7 jours)

Le jour de Thanksgiving, les pompiers de la caserne 51 interviennent dans un laboratoire qui fabrique de la méthamphétamine. À cause de cet incident, toute l'équipe doit passer un test de dépistage de drogue. Alors que Casey et Hallie sont ensemble dans le bureau du pompier, la sœur de cette dernière, Viviane, et ses enfants leur rendent visite. Ernie, un jeune garçon, vient très souvent voir les pompiers intervenir sur les incendies. Wallace Boden l'invite à passer à la caserne quand bon lui semble, mais il le soupçonne d'être un pyromane. L'échelle 81 et l'ambulance 61 sont envoyés sur de nombreuses blessures par balle, à la suite d'une fusillade entre gangs. Par le plus grand des hasards, Joey Cruz retrouve son petit frère, Léon, impliqué dans la fusillade, puis le conduit à l'hôpital avec le camion de ses collègues. Dan Jenkins vient à la caserne pour effectuer les tests de dépistage de drogue à tous les hommes du capitaine Boden. Les ambulancières rentrées, Leslie Shay est accueillie par Clarice. Gabriela conseille à la jeune femme de laisser son équipière tranquille en rentrant auprès de son mari. Tout le monde effectue le test, sauf Severide, qui cherche un moyen de ne pas être testé positif.

### Épisode 8:Mises à l'épreuve
- États-Unis /  Canada : 5 décembre 2012 sur NBC / Global
- Suisse : 29 septembre 2013 sur RTS Un
- France : 5 octobre 2013 sur D8
- Québec :
  - 22 novembre 2013 sur AddikTV
  - 10 juin 2014 sur TVA
- Belgique : 13 décembre 2013 sur RTL-TVI

- États-Unis : 7,21 millions de téléspectateurs[44] (première diffusion)
- Québec : 553 000 téléspectateurs[45] (diffusion sur TVA + différé 7 jours)

- Kat McDonnell (Nina)
- Shiri Appleby (Clarice)

À la caserne 51, les pompiers reçoivent deux nouveaux visiteurs : Kevin et Presley, des pompiers en provenance du Québec. Ils sont ensuite appelés sur un accident de train à la station Logan Square. Jacob, un adolescent, a la jambe coincée dans un essieu, mais il est inquiet pour sa sœur, Kayla. Peter Mills part à sa recherche, mais le stagiaire de l'échelle 81 la retrouve morte mutilée quelques mètres plus loin dans le tunnel. Après avoir réussi à libérer Jacob, Matt Casey et ses hommes rejoignent leur collègue dans le tunnel, tétanisé par sa découverte, puis se dispersent pour récupérer les morceaux du corps de la jeune femme. Alors qu'elle déjeune avec Clarice à l'extérieur de la caserne, Leslie Shay accompagne Gabriela Dawson pour une intervention. En effet, Grace, une petite fille de 6 ans, fait des convulsions à cause de détresses respiratoires répétées. Les ambulancières la conduisent à l'hôpital, mais la seconde ambulancière semble inquiète au sujet de la gamine. Peter, complètement traumatisé par ce qu'il a vu, s'isole et pleure dans son coin. Après avoir appelé Kendra, Leslie apprend à son équipière que la petite fille s'est retrouvée deux fois aux urgences en six semaines, à la suite de convulsions, et que la maladie cœliaque n'apparait nulle part dans son dossier. Puis toute l'équipe du 51 extirpe un homme d'un arbre, victime d'une crise cardiaque, sauf le stagiaire de l'échelle 81 qui n'y participe pas. Pendant ce temps, Matt rejoint Christie, sa sœur, Jim, le compagnon de cette dernière et Violette, sa nièce, devant la tombe de leur père, Grégory, qui le laissent seul. Le stagiaire se confie à son capitaine Wallace Boden qui lui dit que le temps et l'expérience lui permettront d'encaisser ce genre d'événements tragiques plus facilement à l'avenir et ne met pas en doute ses capacités en tant que pompier. Otis piège Mouch en lui faisant croire que c'est Christopher Herrmann qui a fait venir ces pompiers canadiens de Cleveland. Leslie se fait ensuite réprimander par Daniel, le mari de Clarice, qui cherche sa femme. L'ambulancière lui apprend qu'elle l'héberge chez elle, puis l'envoie promener lorsqu'il l'agresse verbalement.

### Épisode 9:C'est pas tous les jours facile
- États-Unis /  Canada : 12 décembre 2012 sur NBC / Global
- Suisse : 29 septembre 2013 sur RTS Un
- France : 12 octobre 2013 sur D8
- Québec :
  - 29 novembre 2013 sur AddikTV
  - 17 juin 2014 sur TVA
- Belgique : 20 décembre 2013 sur RTL-TVI

- États-Unis : 4,87 millions de téléspectateurs[46] (première diffusion)
- Québec : 713 000 téléspectateurs[47] (diffusion sur TVA + différé 7 jours)

- Cody Sullivan (Ernie)
- Sarah Shahi (Renee Royce)
- Jeff Lima (Leon)

Lors d'une intervention sur un incendie, José Vargas est victime d'une intoxication au magnésium. Kelly Severide aperçoit Ernie et commence, lui aussi, à soupçonner le gamin d'être un pyromane. Wallace Boden annonce à ses hommes que leur collègue souffre de brûlures aux poumons et d'une affection des voies respiratoires supérieures. Leslie Shay informe Matt Casey que Gabriela Dawson a besoin d'aide pour changer la fenêtre de son appartement et ce dernier lui offre ses services. Le chef de bataillon 25 essaye d'aider le jeune garçon qui ne veut rien savoir. L'équipe de Casey intervient dans un hôtel de luxe pour une panne d'ascenseur, car un homme est perché sur le toit de l'appareil. Après l'intervention, Joey Cruz reçoit un coup de fil de son petit frère, Léon, et se rend en détention pour payer sa caution. De retour à la caserne, Casey et Severide apprennent par le Dr Tenney que Vargas souffre d'une maladie pulmonaire chronique. Ses poumons se détériorent, il ne pourra plus respirer normalement et sera donc en incapacité longue durée avec 75% de salaire. Casey se rend compte que Severide est blessé à l'épaule, mais ce dernier ne veut rien lui dire. L'échelle 81 et le Secours 3 interviennent ensuite sur un accident de véhicule. Sur place, le lieutenant du Secours 3 fait la rencontre de Renee Royce et cette dernière tombe sous son charme.

### Épisode 10:Ironie du sort
- États-Unis /  Canada : 19 décembre 2012 sur NBC / Global
- Suisse : 6 octobre 2013 sur RTS Un
- France : 12 octobre 2013 sur D8
- Québec :
  - 6 décembre 2013 sur AddikTV
  - 1er juillet 2014 sur TVA
- Belgique : 20 décembre 2013 sur RTL-TVI

- États-Unis : 6,75 millions de téléspectateurs[48]
- Canada : 1,447 million de téléspectateurs[49]
- Québec : 542 000 téléspectateurs[50] (diffusion sur TVA + différé 7 jours)

- Jeff Lima (Leon)
- Sarah Shahi (Renée Royce)

Joey Cruz invite son petit frère, Léon, à entrer dans la caserne, mais le jeune homme refuse, car il veut éviter des ennuis à son aîné. Plus tard, l'échelle 81 et l'ambulance 61 interviennent sur un feu de cuisine. Mais une fois la situation réglée, la propriétaire de la maison, Sandra Vogan, accuse les pompiers d'avoir volé un collier en diamants qui lui appartient, alors que ces derniers sont ensuite appelés sur un accident de voiture. De retour à la caserne, ils reçoivent la visite de Griffin qui travaille pour les affaires internes et les informe de l'accusation de la victime du feu de cuisine à leur encontre. Kelly Severide passe voir Renee chez elle et lui offre des fleurs. Wallace Boden convoque Gabriela Dawson et Leslie Shay dans son bureau, pour leur apprendre que des narcotiques ont disparu de l'ambulance. L'échelle 81 et l'ambulance 61 sont ensuite appelées en urgence. Une femme a reçu une balle perdue et est blessée, alors que deux jeunes hommes sont morts dans leur voiture. Il s'agit des membres du gang de Flaco. Gabriela invite Matt à une soirée organisée par sa cousine, et le lieutenant de l'échelle 81 accepte. Alors que Griffin s'apprête à fouiller la caserne, l'équipe est envoyée sur un feu de structure.

### Épisode 11:Ainsi soient-ils
- États-Unis /  Canada : 2 janvier 2013 sur NBC / Global
- Suisse : 6 octobre 2013 sur RTS Un
- France : 19 octobre 2013 sur D8
- Québec :
  - 13 décembre 2013 sur AddikTV
  - 8 juillet 2014 sur TVA
- Belgique : 27 décembre 2013 sur RTL-TVI

- États-Unis : 8,54 millions de téléspectateurs[51]
- Canada : 1,574 million de téléspectateurs[52]
- Québec : 602 000 téléspectateurs[53] (diffusion sur TVA + différé 7 jours)

- Kathleen Quinlan (Nancy, mère de Matthew Casey)
- Nicole Forester (Christie, sœur de Matthew Casey)
- Sarah Shahi (Renée Royce)

Victimes d'un accident, Gabriela Dawson et Leslie Shay sont blessées. L'une reprend connaissance, mais l'autre reste inconsciente. Les Secours arrivent pour les conduire à l'hôpital. Matthew Casey se retrouve au parloir d'une prison pour voir sa mère. On y apprend que celle-ci a tué Grégory, le père du pompier. Pouvant bénéficier d'une liberté conditionnelle, la mère demande s'ils veulent, lui et sa sœur, témoigner en sa faveur. En apprenant ce qui est arrivé aux ambulancières, Kelly Severide et Matt rejoignent Wallace Boden à l'hôpital. La première n'a que des blessures superficielles, mais la seconde souffre d'un traumatisme crânien. En l'absence de Leslie, c'est Peter Mills qui la remplace dans l'ambulance 61. Pendant ce temps, Joey Cruz semble complètement perdu depuis l'incendie qui a tué Flaco. L'équipe porte ensuite secours à Sylvia, une postière, coincée sous l'effondrement du sol. Gabriela et Kelly rendent, tour à tour, visite à leur camarade qui préfère rester chez sa coéquipière. L'ambulancière s'aperçoit que son collègue se drogue, mais ce dernier réagit au quart de tour. Peter et elle tentent de venir en aide à une femme en difficulté respiratoire, mais le chien de cette dernière ne semble pas décider à laisser les ambulanciers sauver sa maîtresse. Le stagiaire lui donne un biscuit injecté de somnifère pour permettre d'endormir l'animal et évacuer la victime.

### Épisode 12:Les Bons et les mauvais choix
- États-Unis : 9 janvier 2013 sur NBC
- Canada : 10 janvier 2013 sur Global
- Suisse : 13 octobre 2013 sur RTS Un
- France : 19 octobre 2013 sur D8
- Québec :
  - 20 décembre 2013 sur AddikTV
  - 15 juillet 2014 sur TVA
- Belgique : 27 décembre 2013 sur RTL-TVI

- États-Unis : 8,04 millions de téléspectateurs[54] (première diffusion)
- Québec : 578 000 téléspectateurs[55] (diffusion sur TVA + différé 7 jours)

- Sarah Shahi (Renee Royce)
- Kathleen Quinlan (Nancy, mère de Matthew Casey)
- Nicole Forester (Christie, sœur de Matthew Casey)

Le lendemain, Leslie Shay fait son retour à la caserne 51, accueillie par ses paires. Ces derniers lui offrent un casque de hockey et Kelly Severide lui révèle qu'il va tout dire à Wallace Boden. L'équipe est ensuite appelée pour un accident de camion. Mais sur place, les pompiers découvrent que des personnes sont enfermées à l'intérieur, malgré une odeur nauséabonde. Mais une fois ouvert, le camion contient des cadavres de femmes, d'hommes et d'enfants. Mais une des victimes, Rosa, est vivante et Gabriela Dawson la prend sous son aile, comprenant l'espagnol. Conduite à l'hôpital, la jeune fille donne à l'ambulancière le numéro d'Ernesto, un membre de sa famille. Matt Casey s'étonne que Joey Cruz ne soit pas là. Ce dernier reste enfermé chez lui. Il reçoit la visite de sa sœur, Christie, contactée par l'avocat de sa mère concernant des clés de maison. Mais elle lui a dit de se tourner vers son frère, puisque c'est lui qui compte aider leur mère, une fois celle-ci sortie de prison. Kelly se décide enfin à parler à son chef au sujet de sa fracture de l'épaule. Il souhaite continuer à travailler, mais le chef de bataillon 25 le met en congés forcés, en attendant le verdict du médecin. Il se rend chez Renee pour se changer les idées. Cruz décide finalement de reprendre du service. L'équipe se charge ensuite d'un crash aérien. Capp sort une victime coincée dans une voiture, Casey et Mills viennent en aide à un homme éventré à une fenêtre, épaulés par Shay. La paroi abdominale transpercée, ils utilisent les compresses abdominales pour la rentrer. Mouch s'inquiète au sujet de Cruz, qui ne semble pas avoir le moral. Gabriela reproche à Peter de lui avoir offert des fleurs, mais cette attention vient de la part de la femme qui a fait une détresse respiratoire. Elle remercie les deux ambulanciers de l'avoir sauvée, en dépit d'avoir drogué son chien.

### Épisode 13:Le Sens du devoir
- États-Unis /  Canada : 30 janvier 2013 sur NBC / Global
- Suisse : 13 octobre 2013 sur RTS Un
- France : 26 octobre 2013 sur D8
- Québec :
  - 27 décembre 2013 sur AddikTV
  - 22 juillet 2014 sur TVA
- Belgique : 3 janvier 2014 sur RTL-TVI

- États-Unis : 7,31 millions de téléspectateurs[56] (première diffusion)
- Canada : 1,087 million de téléspectateurs[57]
- Québec : 574 000 téléspectateurs[58] (diffusion sur TVA + différé 7 jours)

- Treat Williams (Benny Severide, le père de Kelly)
- Cody Sullivan (Ernie)
- Darrell W. Cox (Oncle Ray)
- Sarah Shahi (Renée Royce)
- Kathleen Quinlan (Nancy, mère de Christie et Matthew Casey)
- Nicole Forester (Christie, sœur de Matthew Casey et fille de Nancy Casey)
- Shiri Appleby (Clarice)
- Juan Lozada (James, beau-fils de Wallace Boden)

Kelly Severide et Renée Royce profitent de leur week-end en amoureux. À la caserne 51, Wallace Boden reçoit un coup de fil d'Ernie, le jeune garçon responsable d'incendies volontaires provoqués ces derniers jours, qui finit par lui raccrocher au nez. L'équipe du 51 s'occupe d'un incendie sur un bâtiment, dont le feu provient d'une benne à ordures. De retour à la caserne, les pompiers reçoivent la visite d'un autre jeune garçon, venant de trouver un chiot à adopter. Peter Mills décide de le prendre, mais Boden refuse que l'animal reste à la caserne. Otis se propose pour rejoindre la caserne 67 durant deux gardes, puis Severide informe ses collègues qu'il part vivre à Madrid avec Renée. L'échelle 81 et l'ambulance 61 viennent en aide à une victime en détresse, blessée par balle. Après la garde, Matt Casey invite Gabriela Dawson à un petit-déjeuner, Clarice informe Shay avoir rompu avec Daniel et est retournée vivre chez ses parents. L'ambulancière lui propose alors de venir s'installer chez elle. Boden est de nouveau appelé par Ernie, celui-ci lui disant que son oncle l'oblige à mettre le feu aux bâtiments. Le jeune homme lui indique où il se trouve, mais lorsque le chef de bataillon 25 le rejoint sur place, il a déjà disparu. Severide rencontre le chef de service d'orthopédie de l'hôpital River Forest, qui a mis au point une nouvelle chirurgie rachidienne. Ce dernier lui explique le fonctionnement de sa chirurgie et les risques encourus. Au tribunal, accompagné de Gabriela Dawson, Matt Casey témoigne en la faveur de la libération conditionnelle de sa mère, Nancy, mais pas Christie, qui s'abstient. Otis rejoint la caserne 67 et fait connaissance avec ses nouveaux collègues temporaires. Il obtient le droit de conduire le camion, chose qu'il a toujours rêvé de faire.

### Épisode 14:Le Bar d'Hermann
- États-Unis /  Canada : 6 février 2013 sur NBC / Global
- Suisse : 20 octobre 2013 sur RTS Un
- France : 26 octobre 2013 sur D8
- Québec :
  - 3 janvier 2014 sur AddikTV
  - 29 juillet 2014 sur TVA
- Belgique : 3 janvier 2014 sur RTL-TVI

- États-Unis : 6,6 millions de téléspectateurs[59] (première diffusion)
- Québec : 620 000 téléspectateurs[60] (diffusion sur TVA + différé 7 jours)

- Shane McRae (Éric Whaley)
- Kathleen Quinlan (Nancy, mère de Matthew Casey)
- Jon Seda (Détective Antonio Dawson)

Kelly Severide subit un examen de routine après son opération du vertèbre. En rentrant chez lui, il annonce une bonne nouvelle à Leslie Shay et Clarice : il est apte à reprendre le service. Alors que l'ambulancière se confie à Gabriela Dawson sur sa réconciliation avec Clarice et le changement de son meilleur ami, cette dernière lui apprend qu'elle couche avec Peter Mills. Toute l'équipe du 51 est ensuite envoyée sur un accident de voiture. Le lendemain, Matt Casey attend sa mère à sa sortie de prison, puis la conduit chez lui. Le lieutenant du Secours 3 fait son retour à la caserne, accueilli par ses pairs. Pendant son absence, c'était Éric Whaley qui l'a remplacé. Ce dernier est le frère de son ex-compagne. Alors qu'Antonio explique aux pompiers qu'une série d'overdoses fatales frappe la ville, à cause de l'héroïne contenant de la phantanile, l'équipe du 51 est chargée d'éteindre un incendie dans un vieux bar désinfecté, puis sauve un homme. Après l'intervention, Wallace Boden informe Otis et Matt que la demande de transfert du premier a été acceptée et qu'il va officiellement rejoindre la caserne 61 du Morning Side lors de la prochaine garde. Antonio demande à sa sœur de donner un faux alibi aux Stups, ce qu'elle accepte. Après avoir mené son enquête sur le bar brûlé, Christopher Hermann émet l'idée de le racheter en s'associant avec ses collègues de la caserne. Les tensions montent entre le lieutenant du Secours 3 et son remplaçant depuis que le premier a largué la sœur du second à deux jours de leur mariage, mais ce dernier ignore tout de la vérité. Nancy apporte un cadeau à son fils qui lui présente le stagiaire et l'ambulancière.

### Épisode 15:Chacun sa part
- États-Unis /  Canada : 13 février 2013 sur NBC / Global
- Suisse : 20 octobre 2013 sur RTS Un
- France : 2 novembre 2013 sur D8
- Québec :
  - 10 janvier 2014 sur AddikTV
  - 5 août 2014 sur TVA
- Belgique : 10 janvier 2014 sur RTL-TVI

- États-Unis : 6,65 millions de téléspectateurs[61] (première diffusion)
- Canada : 980 000 téléspectateurs[39]
- Québec : 619 000 téléspectateurs[62] (diffusion sur TVA + différé 7 jours)

- Jon Seda (détective Antonio Dawson)
- Kathleen Quinlan (Nancy, mère de Matthew Casey)
- Shane McRae (Éric Whaley)
- Kelli Barrett (Renée Whaley)

Blessé par balle au thorax et à l'abdomen, Antonio Dawson est amené à l'hôpital dans un état critique. Leslie Shay lit le message de Gabriela Dawson et la rejoint pour la réconforter. Chez lui, Matt Casey demande à sa mère, Nancy, pourquoi elle a tué son père, il y a 15 ans, mais elle se montre évasive. À la caserne 51, Dawson est interrogée par l'inspecteur Dan Vickan des Stups, qui lui révèle que son frère a franchi les limites. Après s'être réconcilié avec Kelly Severide, Éric Whaley lui demande de bien vouloir partir à la recherche de sa sœur, inquiet de ne pas avoir eu de nouvelles depuis quelque temps. Toute l'équipe est ensuite mobilisée pour sauver un enfant de la noyade. Clarice et Shay discutent au sujet de l'enfant, disant que l'avocat de la première suggère une garde partagée. Otis et Christopher Hermann discutent avec Arthur, un autre propriétaire du bar, sur le partage des bénéfices. Gabriela va voir son frère à l'hôpital prendre de ses nouvelles, puis souhaiterait solliciter l'aide d'Hank Voight pour résoudre le problème de gang. Malgré les recommandations de son frère, l'ambulancière rend visite au flic ripou en prison. Celui-ci lui conseille de voir Tate, un gars qu'il connaît et qui lui est redevable.

### Épisode 16:Ultimatum
- États-Unis /  Canada : 20 février 2013 sur NBC / Global
- Suisse : 27 octobre 2013 sur RTS Un
- France : 2 novembre 2013 sur D8
- Belgique : 10 janvier 2014 sur RTL-TVI
- Québec :
  - 17 janvier 2014 sur AddikTV
  - 12 août 2014 sur TVA

- États-Unis : 6,5 millions de téléspectateurs[63] (première diffusion)
- Québec : 621 000 téléspectateurs[64] (diffusion sur TVA + différé 7 jours)

- Nicole Forester (Christie, sœur de Matthew Casey)
- Kathleen Quinlan (Nancy, mère de Matthew et Christie Casey)
- Shane McRae (Éric Whaley)
- Shiri Appleby (Clarice)
- Kelli Barrett (Renée Whaley)

La contrôleuse judiciaire passe chez Matt Casey pour rendre visite à Nancy, mais celui-ci doit partir travailler. Clarice et Leslie Shay consultent leur avocat. Elle les informe que Daniel a refusé la proposition de garde partagée et leur conseille d'emménager ensemble, sans Kelly Severide. Alors que toute l'équipe du 51 est en intervention sur un feu de structure, Joey Cruz met sa vie en danger, ainsi que celle de ses collègues, en voulant sauver la vie d'un chien. Brûlé au second degré au poignet gauche, il est conduit à l'hôpital par les ambulancières. Kelly demande des nouvelles de Renée à Éric, celui-ci lui disant que sa sœur est gardée en observation au service psychiatrie. Gabriela Dawson s'aperçoit que le lieutenant de l'échelle 81 l'évite depuis qu'elle a parlé avec Voight, mais ce dernier dément. Plus tard, Mouch reproche à son chef de ne pas avoir tenu compte de son opinion concernant Cruz. Les ambulancières conduisent ensuite un SDF dans un hôpital, pour qu'il y soit nourri et logé. Mais en voulant lui faire une prise de sang, Shay est repoussée par ce dernier et se blesse au bras avec sa propre seringue. À la suite de cet incident, la jeune femme doit subir des tests de dépistage, d'hépatite B, C et VIH. Elle informe ensuite son meilleur ami que Clarice et elle doivent emménager ensemble pour le bien-être du bébé, ce que le pompier lui suggère également. Mouch et Cruz discutent, tout comme Dawson et Casey. Le lieutenant de l'échelle 81 sermonne ensuite son subordonné sur sa conduite et lui demande de remettre son badge à Wallace Boden lors de la prochaine garde, s'il ne veut pas avoir affaire à la police. Alors qu'elles visitent un appartement, Leslie et Clarice décident de le prendre. Pendant ce temps, Severide rend visite à Renee au service psychiatrie. En effectuant des travaux d'aménagement du bar, Christopher Hermann, Otis et Dawson découvrent un coffre fort cache à l'intérieur du mur. Matt et Christie discutent au sujet de l'hébergement de leur mère, puis cette dernière les rejoint.

### Épisode 17:Petit arrangement avec la vérité
- États-Unis /  Canada : 27 février 2013 sur NBC / Global
- Suisse : 27 novembre 2013 sur RTS Un
- France : 9 novembre 2013 sur D8
- Belgique : 17 janvier 2014 sur RTL-TVI
- Québec :
  - 24 janvier 2014 sur AddikTV
  - 19 août 2014 sur TVA

- États-Unis : 6,62 millions de téléspectateurs[65] (première diffusion)
- Canada : 1,005 million de téléspectateurs[66]
- Québec : 583 000 téléspectateurs[67] (diffusion sur TVA + différé 7 jours)

- Treat Williams (Bennie, père de Kelly Severide)

Leslie Shay informe Kelly Severide qu'elle a décidé d'avoir un enfant. Au 51, Bennie Severide rend visite aux hommes de Boden et fait la rencontre de Peter Mills, la nouvelle recrue de l'échelle 81. Dans la nuit, l'équipe du 51 porte secours à des jeunes, exposés à des gaz dangereux dans un entrepôt qui sert de boîte de nuit. Heather Darden invite Matt Casey et Hallie au dîner de l'école des pompiers, mais le lieutenant de l'échelle 81 lui apprend que son ex-compagne et lui ne sont plus ensemble. Leslie et Gabriela regardent pour des donneurs de sperme, mais Otis les interrompt. Dans la petite boîte, se trouve une médaille de vaillance au combat de Cliford Baylor, que les trois propriétaires du bar souhaitent rendre. Les tensions montent entre Wallace Boden et Benny, surtout lorsqu'il s'agit d'Henri Mills, le père de Peter. Shay annonce à ses collègues son intention d'avoir un enfant, encouragée par Casey. Mills invite Dawson à être sa cavalière au dîner d'école des pompiers, ce qu'elle accepte avec plaisir. L'ambulance 61 soigne ensuite un homme qui a une balle logée dans la nuque. Mais un autre homme reçoit une balle dans l'abdomen et Shay s'en occupe. Elle récupère ensuite un bébé enfermé dans une pièce de la maison. Peter avoue à Gabriela avoir découvert, en allant s'inscrire à la formation des Secours, que Boden, Benny et son père ont travaillé ensemble dans la même caserne à une certaine époque.

### Épisode 18:Entre deux feux
- États-Unis /  Canada : 20 mars 2013 sur NBC / Global
- Suisse : 3 novembre 2013 sur RTS Un
- France : 9 novembre 2013 sur D8
- Belgique : 17 janvier 2014 sur RTL-TVI
- Québec :
  - 31 janvier 2014 sur AddikTV
  - 26 août 2014 sur TVA

- États-Unis : 6,39 millions de téléspectateurs[68] (première diffusion)
- Canada : 1,17 million de téléspectateurs[69]
- Québec : 562 000 téléspectateurs[70] (diffusion sur TVA + différé 7 jours)

- Treat Williams (Bennie, père de Severide)
- Chaon Cross (Heather Darden)

Wallace Boden rejoint Gabriela Dawson à l'extérieur de la caserne concernant l'aventure entre Ingrid, la mère de Peter, et lui. Elle aimerait en parler à son compagnon, mais ce dernier le lui déconseille. L'équipe du 51 intervient sur un feu dans un restaurant, dont le propriétaire s'est fait extorquer et refuse de payer. Pendant l'introspection du sinistre, Matt Casey est brûlé aux jambes, mais Joey Cruz intervient juste à temps pour le sauver. Otis trouve des bombes incendiaires artisanales induites d'essence dans le plafond. Severide demande à son chef de laisser son père venir à la caserne, mais il refuse catégoriquement. Peter Mills informe sa compagne, qu'il a amadoué une femme qui travaille pour obtenir le rapport sur l'incendie qui a tué son père. Heather invite Matt à dîner chez elle, et Benny apporte des beignets aux hommes de Boden. Les tensions sont toujours là entre Boden et lui, mais Severide et Casey calment les choses. Shay découvre que Mouch fait partie des donneurs de sperme. L'équipe du 51 intervient à nouveau sur un restaurant incendié. Cette fois, les deux lieutenants trouvent un homme faisant une détresse respiratoire, les poumons touchés et les voies aériennes bien atteintes. Alors que Mills s'apprêtait à découvrir la vérité sur son père par Benny, Kelly l'invite à faire un tour.

### Épisode 19:Hommage
- États-Unis /  Canada : 27 mars 2013 sur NBC / Global
- Suisse : 3 novembre 2013 sur RTS Un
- France : 16 novembre 2013 sur D8
- Belgique : 24 janvier 2014 sur RTL-TVI
- Québec :
  - 7 février 2014 sur AddikTV
  - 6 janvier 2015 sur TVA

- États-Unis : 6,85 millions de téléspectateurs[71] (première diffusion)
- Canada : 956 000 téléspectateurs[72]

- Chaon Cross (Heather Darden)
- Brooke Nevin (Tara Little)

Kelly Severide passe voir Matt Casey chez lui pour lui remettre une bouteille de la part de son père, Benny. Il entend la voix d'Heather dans la salle de bain et soupçonne le lieutenant de l'échelle 81 d'avoir couché avec elle, ce que ce dernier dément. À la caserne, les pompiers vident les bouches d'incendie, puis un enfant sollicite leur aide. En effet, son frère s'est caché dans un conduit à linge, mais s'est tordu le cou en chutant et a du mal à respirer. L'équipe de Casey fait tout pour le sortir de là, rejointe par l'ambulance 61, le bataillon 25 et la mère des deux gamins. Conduit à l'hôpital, son état n'est pas rassurant. La trachée a été abîmée et son cerveau s'est retrouvé sans oxygène. Le lieutenant du Secours 3 informe ensuite Casey et Wallace Boden, qu'il souhaiterait intégrer Peter Mills dans son équipe. Celui-ci recommence à provoquer le lieutenant de l'échelle 81 concernant Heather, mais des coups de feu sont tirés sur la caserne. Un inspecteur met en place un système de protection policière autour du centre. Casey s'aperçoit que des dealers de drogue cachent leurs produits dans des bouches d'incendie. Severide est finalement d'accord pour aider Leslie Shay à avoir un bébé. Boden, Christopher Hermann et Mouch se rendent aux funérailles de John Aaron Prichard, mais s'apercevant qu'il n'y a pas grand monde pour y assister, ils rebroussent chemin.

### Épisode 20:L'Honneur de l'homme
- États-Unis /  Canada : 3 avril 2013 sur NBC / Global
- Suisse : 10 novembre 2013 sur RTS Un
- France : 16 novembre 2013 sur D8
- Belgique : 24 janvier 2014 sur RTL-TVI
- Québec :
  - 14 février 2014 sur AddikTV
  - 13 janvier 2015 sur TVA

- États-Unis : 6,37 millions de téléspectateurs[73] (première diffusion)

- Brooke Nevin (Tara Little)
- Robyn Coffin (Cindy Herrmann)

Casey en fait voir de toutes les couleurs à Peter qui lui confirme, malgré tout, ses intentions de passer les examens pour intégrer l'équipe de secours de Severide.
Shay se prépare lentement, mais sûrement, pour être inséminée, et Kelly est toujours d'accord. La stagiaire de Shay et Gabriela, Tara, fait les yeux doux à Kelly, mais ce dernier ne semble pas plus intéressé que ça. Un soir, elle passe chez lui, mais ce dernier lui offre une bière et ils discutent. La femme de Hermann, Cindy, enceinte jusqu'au cou, passe à la caserne. Shay s'inquiète à cause de sa respiration et pense qu'il y a un problème. Le caillou a été retiré et Cindy est sauvée. Dawson et Shay sont appelées pour ivresse sur la voie publique mais, à leur grande surprise, elles découvrent le cadavre de Curtis, le jeune homme qui a aidé Casey à faire arrêter l'inspecteur Voight par le biais d'Antonio.

### Épisode 21:Promotions
- États-Unis /  Canada : 1er mai 2013 sur NBC / Global
- Suisse : 10 novembre 2013 sur RTS Un
- France : 23 novembre 2013 sur D8
- Belgique : 31 janvier 2014 sur RTL-TVI
- Québec :
  - 21 février 2014 sur AddikTV
  - 20 janvier 2015 sur TVA

- États-Unis : 6,35 millions de téléspectateurs[74] (première diffusion)
- Canada : 945 000 téléspectateurs[75]

- Treat Williams (Benny)
- Jason Beghe (Détective Hank Voight)
- Jon Seda (Antonio)
- Brooke Nevin (Tara Little)

Kelly Severide s'explique sur les accusations de Tara Little à son encontre devant l'inspection générale. Pendant ce temps, Hank Voight est libéré de prison. Hallie et Matt Casey boivent un café ensemble et se retrouvent comme avant. À la caserne, Wallace Boden annonce à ses hommes qu'un stage de sensibilisation contre le harcèlement sexuel sera donné. Toute l'équipe du 51 intervient sur un accident de voitures. Le conducteur est blessé, a le pied coincé sur l'accélérateur et une femme est bloquée sous la voiture. Les pompiers parviennent à sauver les deux victimes. Après l'intervention, le lieutenant du Secours 3 essaie de contacter la jeune femme qui l'accuse, mais Mouch le lui déconseille. Pendant que certains pompiers suivent le stage, Antonio informe le lieutenant de l'échelle 81 et son chef que le flic ripoux menace de porter plainte pour arrestation arbitraire, peut recevoir des dédommagements et se la couler douce dans son appartement sur la mer à Myrtle Beach. Tony Capp et Kevin Hadley font une blague à Peter Mills avec sa voiture en lui faisant croire que la vitre avant de celle-ci est brisée. Kelly prend quand même contact avec son accusatrice qui souhaite que ce dernier lui présente des excuses officielles, afin qu'elle évite de porter plainte à la police. Mais le pompier ne se reproche rien et la traite de folle. Toute l'équipe du 51 est ensuite envoyée sur un accident de camion, où de l'acide caustique a pris fuite et un feu s'étend. Les pompiers sortent le conducteur de son véhicule et neutralisent l'acide. De retour à la caserne, Kevin dépasse les bornes en faisant une autre blague stupide au stagiaire (il a ajouté de la nourriture pour chiens dans son repas) et à la suite de son comportement, il est viré de la caserne.

### Épisode 22:Le Choix des actes
- États-Unis /  Canada : 8 mai 2013 sur NBC / Global
- Suisse : 17 novembre 2013 sur RTS Un
- France : 23 novembre 2013 sur D8
- Belgique : 31 janvier 2014 sur RTL-TVI
- Québec :
  - 28 février 2014 sur AddikTV
  - 27 janvier 2015 sur TVA

- États-Unis : 6,89 millions de téléspectateurs[76] (première diffusion)
- Canada : 1,079 million de téléspectateurs[77]

- Teri Reeves (Hallie Thomas)
- Brooke Nevin (Tara Little)

Kelly Severide est stupéfait. Non seulement sa hiérarchie a classé sans suite les accusations portées contre lui, mais en plus a promu son accusatrice pour éviter toute vague. Malheureusement, le Parquet a décidé de prendre le dossier en main et des poursuites pénales pourraient être lancées contre le lieutenant du Secours 3. Matt Casey et Hallie semblent heureux et prennent les choses comme elles viennent. Peter Mills avoue ses sentiments à Gabriela Dawson et lui demande d'emménager avec lui. Cette dernière ne sait pas comment réagir surtout qu'elle a dû, bien malgré elle, mentir sur les véritables circonstances de la mort du père de son compagnon. Elle pense qu'elle ne peut construire sa vie avec lui, si elle continue à omettre ce qu'elle sait. Kelly découvre, grâce à Antonio, qu'il n'est pas le premier homme contre qui Tara Little a déposé plainte. Le pompier fait la rencontre de Clay White, un homme qui a travaillé dans une agence de pubs dans laquelle son accusatrice avait été engagée. Ce dernier lui explique que la jeune femme et lui ont eu une relation sans lendemain, puis celle-ci l'a accusé de harcèlement sexuel. Il a ensuite été renvoyé et aujourd'hui, il a ouvert sa propre boîte de photocopies. Les deux hommes viennent rendre visite à Tara et le pompier lui offre deux choix : soit Clay White témoigne contre elle, soit elle retire ses accusations calomnieuses, démissionne et quitte la ville. La jeune femme choisira la seconde option, car elle souhaite éviter un procès. 

### Épisode 23:Adieu, Hallie
- États-Unis /  Canada : 15 mai 2013 sur NBC / Global
- Suisse : 17 novembre 2013 sur RTS Un
- France : 30 novembre 2013 sur D8
- Belgique : 7 février 2014 sur RTL-TVI
- Québec :
  - 7 mars 2014 sur AddikTV
  - 3 février 2015 sur TVA

- États-Unis : 6,9 millions de téléspectateurs[78] (première diffusion)

- Jason Beghe (Sergent Hank Voight)
- Jon Seda (Détective Antonio Dawson)
- Melissa Sagemiller (Détective Julia Willhite)
- LaRoyce Hawkins (Officier Kevin Atwater)

La mort d'Hallie plonge Matt Casey dans une profonde dépression. Christopher Hermann décide d'organiser une collecte de fonds « Chez Molly » pour la clinique Children's Memorial, en la mémoire de la défunte compagne de son lieutenant. Les premiers éléments de l'enquête montrent qu'elle était déjà morte avant que l'incendie ne soit lancé dans la clinique, car elle avait été frappée à la tête. Le service qui se charge de l'enquête est celui d'Hank Voight et le lieutenant de l'échelle 81 n'a pas d'autres choix que d'accepter de travailler avec l'équipe de ce dernier. Rejoints par Kelly Severide et Wallace Boden, les deux pompiers sont ensuite appelés pour secourir une femme, coincée dans les égouts. Otis présente sa cousine, Zoya, à ses collègues. L'ambulance 61 se charge d'une hémorragie, mais les deux ambulancières ne peuvent sauver la victime qui était une collègue d'Hallie.

### Épisode 24:La Vie et rien d'autre
- États-Unis /  Canada : 22 mai 2013 sur NBC[80] / Global
- Suisse : 24 novembre 2013 sur RTS Un
- France : 30 novembre 2013 sur D8
- Belgique : 7 février 2014 sur RTL-TVI
- Québec :
  - 14 mars 2014 sur AddikTV
  - 10 février 2015 sur TVA

- États-Unis : 6,13 millions de téléspectateurs[81] (première diffusion)
- Canada : 947 000 téléspectateurs[82]

- Robyn Coffin (Cindy, femme de Christopher Hermann)
- Tania Raymonde (Nicole)
- Scott Eastwood (Jim Barnes)
- Melissa Sagemiller (Détective Willhite)
- Kelly Blatz (Officer Elam)
- Nestor Serrano (Rick Esposito)
- Sarah Shahi (Renée Royce)

Les pompiers de la caserne 51 sont appelés pour maîtriser un incendie provoqué dans un centre pénitentiaire. Mais sur place, de mauvaises surprises les attendent: un des gardiens a été égorgé et un des prisonniers est gravement blessé. 

## Audiences aux États-Unis
La moyenne de cette saison est de 6.60 millions de téléspectateurs américains. L'épisode le plus regardé est le 1.11  Ainsi soient-ils (God Has Spoken) qui réunit 8.54 millions de téléspectateurs, alors que l'épisode le moins regardé est le 1.07 Two Families (Deux familles) avec 4.87 millions de téléspectateurs américains.
| N° d'épisode | Titre original        | Titre français                   | Chaîne | Date de diffusion originale | USA (en millions de téléspectateurs) | Pdm sur les 18-49 ans |
| ------------ | --------------------- | -------------------------------- | ------ | --------------------------- | ------------------------------------ | --------------------- |
| 1            | Pilot                 | Les Soldats du feu               | NBC    | 10 octobre 2012             | 6.61                                 | 1.9                   |
| 2            | Mon Amour             | La vie est trop courte           | NBC    | 17 octobre 2012             | 5.85                                 | 1.5                   |
| 3            | Professional Courtesy | Un honneur sans faille           | NBC    | 24 octobre 2012             | 6.42                                 | 1.8                   |
| 4            | One Minute            | Une seule petite minute          | NBC    | 31 octobre 2012             | 5.62                                 | 1.6                   |
| 5            | Hanging On            | Harcèlement                      | NBC    | 7 novembre 2012             | 7.03                                 | 2.2                   |
| 6            | Rear View Mirror      | Une page se tourne               | NBC    | 14 novembre 2012            | 5.77                                 | 1.6                   |
| 7            | Two Families          | Deux familles                    | NBC    | 21 novembre 2012            | 5.43                                 | 1.4                   |
| 8            | Leaving the Station   | Mises à l'épreuve                | NBC    | 5 décembre 2012             | 7.21                                 | 1.9                   |
| 9            | It Ain't Easy         | C'est pas tous les jours facile  | NBC    | 12 décembre 2012            | 4.87                                 | 1.4                   |
| 10           | Merry Christmas, Etc. | Ironie du sort                   | NBC    | 19 décembre 2012            | 6.75                                 | 1.9                   |
| 11           | God Has Spoken        | Ainsi soient-ils                 | NBC    | 2 janvier 2013              | 8.54                                 | 2.4                   |
| 12           | Under the Knife       | Les bons et les mauvais choix    | NBC    | 9 janvier 2013              | 8.04                                 | 2.2                   |
| 13           | Warm and Dead         | Le Sens du devoir                | NBC    | 30 janvier 2013             | 7.31                                 | 2.1                   |
| 14           | A Little Taste        | Le Bar d'Hermann                 | NBC    | 6 février 2013              | 6.60                                 | 1.9                   |
| 15           | Nazdarovya!           | Chacun sa part                   | NBC    | 13 février 2013             | 6.65                                 | 1.9                   |
| 16           | Viral                 | Ultimatum                        | NBC    | 20 février 2013             | 6.50                                 | 1.9                   |
| 17           | Better to Lie         | Petit arrangement avec la vérité | NBC    | 27 février 2013             | 6.62                                 | 2.0                   |
| 18           | Fireworks             | Entre deux feux                  | NBC    | 20 mars 2013                | 6.39                                 | 1.7                   |
| 19           | A Coffin That Small   | Hommages                         | NBC    | 27 mars 2013                | 6.85                                 | 1.7                   |
| 20           | Ambition              | L'Honneur de l'homme             | NBC    | 3 avril 2013                | 6.37                                 | 1.6                   |
| 21           | Retaliation Hit       | Promotions                       | NBC    | 1er mai 2013                | 6.35                                 | 1.7                   |
| 22           | Leaders Lead          | Le choix des actes               | NBC    | 8 mai 2013                  | 6.89                                 | 1.8                   |
| 23           | Let Her Go            | Adieu, Hallie                    | NBC    | 15 mai 2013                 | 6.90                                 | 2.0                   |
| 24           | A Hell of a Ride      | La vie et rien d'autre           | NBC    | 22 mai 2013                 | 6.13                                 | 1.7                   |